# Tururu
Tururu is een gemeente in de Braziliaanse deelstaat Ceará. De gemeente telt 14.308 inwoners (schatting 2009).
De gemeente grenst aan Trairi, Umirim, Uruburetama, en Itapipoca.